# Olympische Sommerspiele 1908/Leichtathletik – Marathon (Männer)
Der Marathonlauf der Männer bei den Olympischen Spielen 1908 in London wurde am 24. Juli 1908 auf einem Kurs durch London mit dem Startpunkt Schloss Windsor und Ziel im White City Stadium entschieden.
Es wurde zunächst auch vom White City Stadium eine Strecke von 25 Meilen Länge vermessen. Diese reichte aber nur bis zur Barnespool-Brücke in Eton. Da aber schon zuvor das Schloss Windsor als Startpunkt festgelegt worden war, musste die Distanz um exakt eine Meile verlängert werden. So wäre unter Beibehaltung der Streckenlänge das Rennen allerdings am Stadioneingang zu Ende gewesen. Bis zum Ziel vor der königlichen Loge mussten deshalb noch 385 Yards hinzugefügt werden. Daraus ergaben sich 42,195 km. Als sich in den Folgejahren immer mehr Marathonveranstaltungen die Londoner Streckenlänge übernommen hatten, beschloss die IAAF im Mai 1921, diese offiziell in den Regeln festzuschreiben.
Unter dramatischen Umständen, die unten näher beschrieben sind, wurde der US-Amerikaner John Hayes Olympiasieger. Der Südafrikaner Charles Hefferon gewann die Silbermedaille. Bronze ging an den US-Amerikaner Joseph Forshaw.

## Rekorde
Aufgrund der damals noch nicht einheitlichen Distanzen bei Marathonläufen sind Rekorde und Bestleistungen unter Vorbehalt zu sehen. Die inoffizielle Weltbestzeit wurde in einem Rennen über 39 km aufgestellt, der olympische Rekord – je nach Lesart – über 41,86 oder 42 km. Beim Olympiarekord stellt sich die Frage, ob das Resultat der Athener Zwischenspiele von 1906 mitgerechnet wird oder ob nur die Ergebnisse der alle vier Jahre stattfindenden regulären Olympischen Spiele zählen. In der folgenden Auflistung sind beide Varianten dargestellt.
|                                  | Distanz  | Zeit (h)  | Name           | Land | Datum                                         |
| -------------------------------- | -------- | --------- | -------------- | ---- | --------------------------------------------- |
| Weltbestzeit                     | 39 km    | 2:24:24,0 | Tom Longboat   | CAN  | 1907                                          |
| OR – Zählung mit Zwischenspielen | 41,86 km | 2:51:23,6 | Billy Sherring | CAN  | Zwischenspiele Athen (GRE), 1. Mai 1906       |
| OR – Zählung ohne Zwischenspiele | 42 km    | 2:58:50   | Spyridon Louis | GRE  | Olympische Spiele Athen (GRE), 10. April 1896 |

Die Siegerzeit von London wird als olympischer Rekord geführt, da die Strecke erstmal die heute übliche Länge von 42,195 Kilometern hatte und damit länger war als bei allen früheren Austragungen einschließlich der Zwischenspiele von 1906.
| OR | 2:55:18,4 | John Hayes | USA | 24. Juli 1908 |

## Ergebnis

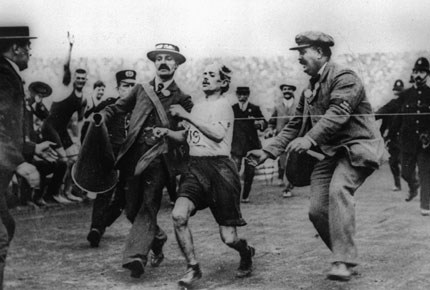
Dorando Pietri erreichte die Ziellinie nur mit Hilfe von Offiziellen und musste disqualifiziert werden

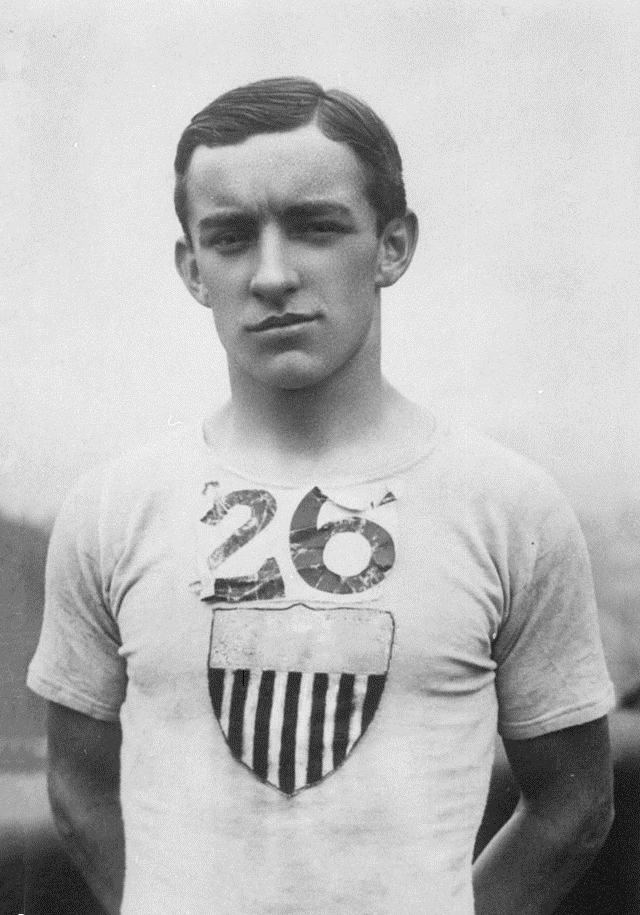
Olympiasieger John Hayes

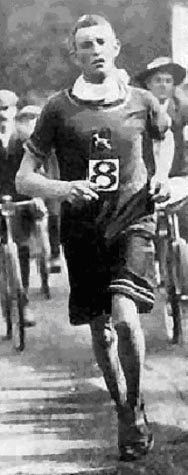
Silbermedaillengewinner Charles Hefferon, auch Vierter über 5 Meilen

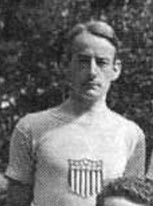
Bronzemedaillengewinner Joseph Forshaw

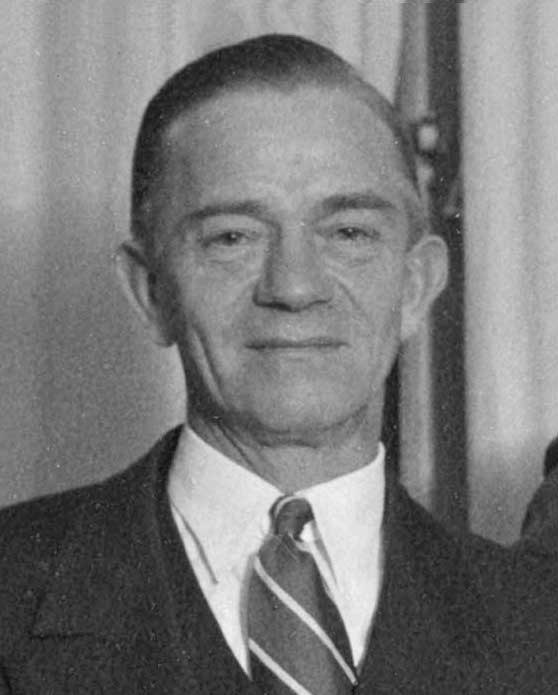
Der Olympiaachte John Svanberg, auch Bronzemedaillengewinner über 5 Meilen

| Platz | Athlet                 | Land           | Zeit (h)     |
| ----- | ---------------------- | -------------- | ------------ |
| 1     | John Hayes             | USA            | 2:55:18,4 OR |
| 2     | Charles Hefferon       | Südafrika      | 2:56:06,0000 |
| 3     | Joseph Forshaw         | USA            | 2:57:10,4000 |
| 4     | Alton Welton           | USA            | 2:59:44,4000 |
| 5     | William Wood           | Kanada         | 3:01:44,0000 |
| 6     | Frederick Simpson      | Kanada         | 3:04:28,2000 |
| 7     | Harry Lawson           | Kanada         | 3:06:47,2000 |
| 8     | John Svanberg          | Schweden       | 3:07:50,8000 |
| 9     | Lewis Tewanima         | USA            | 3:09:15,0000 |
| 10    | Kalle Nieminen         | Finnland       | 3:09:50,8000 |
| 11    | Jack Caffery           | Kanada         | 3:12:46,0000 |
| 12    | William Clarke         | Großbritannien | 3:16:08,6000 |
| 13    | Ernest Barnes          | Großbritannien | 3:17:30,8000 |
| 14    | Sidney Hatch           | USA            | 3:17:52,4000 |
| 15    | Fred Lord              | Großbritannien | 3:19:08,8000 |
| 16    | William Goldsboro      | Kanada         | 3:20:07,0000 |
| 17    | James Beale            | Großbritannien | 3:20:14,0000 |
| 18    | Arnošt Nejedlý         | Böhmen         | 3:26:26,2000 |
| 19    | Georg Lind             | Russland       | 3:26:38,8000 |
| 20    | Willem Wakker          | Niederlande    | 3:28:49,0000 |
| 21    | Gustaf Törnros         | Schweden       | 3:20:20,8000 |
| 22    | George Goulding        | Kanada         | 3:33:26,4000 |
| 23    | Julius Jørgensen       | Dänemark       | 3:47:44,0000 |
| 24    | Arthur Burn            | Kanada         | 3:50:17,0000 |
| 25    | Emmerich Rath          | Österreich     | 3:50:30,4000 |
| 26    | Rudy Hansen            | Dänemark       | 3:53:15,0000 |
| 27    | George Lister          | Kanada         | 4:22:45,0000 |
|       | Victor Aitken          | Australasien   | DNF000       |
|       | Tom Longboat           | Kanada         | DNF000       |
|       | Fred Appleby           | Großbritannien | DNF000       |
|       | Jack Price             | Großbritannien | DNF000       |
|       | John Tait              | Kanada         | DNF000       |
|       | Frederick Thompson     | Großbritannien | DNF000       |
|       | Henry Barrett          | Großbritannien | DNF000       |
|       | Fritz Reiser           | Deutschland    | DNF000       |
|       | Alexander Duncan       | Großbritannien | DNF000       |
|       | Umberto Blasi          | Italien        | DNF000       |
|       | Tom Jack               | Großbritannien | DNF000       |
|       | George Blake           | Australasien   | DNF000       |
|       | Joseph Lynch           | Australasien   | DNF000       |
|       | Albert Wyatt           | Großbritannien | DNF000       |
|       | Wilhelmus Braams       | Niederlande    | DNF000       |
|       | François Celis         | Belgien        | DNF000       |
|       | Eddie Cotter           | Kanada         | DNF000       |
|       | Fred Noseworthy        | Kanada         | DNF000       |
|       | Nikolaos Kouloumberdas | Griechenland   | DNF000       |
|       | Anastasios Koutoulakis | Griechenland   | DNF000       |
|       | George Buff            | Niederlande    | DNF000       |
|       | Arie Vosbergen         | Niederlande    | DNF000       |
|       | James Mitchell Baker   | Südafrika      | DNF000       |
|       | Johan Lindquist        | Schweden       | DNF000       |
|       | Seth Landquist         | Schweden       | DNF000       |
|       | Tom Morrissey          | USA            | DNF000       |
|       | Michael J. Ryan        | USA            | DNF000       |
|       | Dorando Pietri         | Italien        | DSQ000       |

Der Lauf fand bei Sonnenschein und hohen Temperaturen statt. Nach der fünften Meile führte eine Sechsergruppe mit vier Briten, dem Italiener Dorando Pietri und dem Südafrikaner Charles Hefferon. Doch diese Gruppe war das Rennen viel zu schnell angegangen und fiel nach und nach auseinander. An der Spitze baute Hefferon seinen Vorsprung kontinuierlich aus und lag nach zwanzig Meilen (32,2 km) 3:52 min vor Pietri. Doch Pietri beschleunigte plötzlich, was den Verdacht aufkommen lässt, dass er mit Strychninsulfat gedopt war. Hefferon brach nach 22 Meilen (35,4 km) unerwartet ein, wurde von Pietri bei Meile 25 und wenig später auch von John Hayes überholt.
Mit großem Vorsprung kam Pietri im vollbesetzten White City Stadium an, nur noch eine halbe Stadionrunde trennte ihn vom sicheren Olympiasieg. Aber er hatte sich völlig verausgabt, war benommen und bog zunächst in die falsche Richtung ab. Als die Kampfrichter ihm den richtigen Weg zum Ziel wiesen, brach Pietri völlig entkräftet zusammen. Er konnte sich wieder aufrappeln, fiel jedoch auf den letzten 350 Metern weitere drei Mal zu Boden. Zehn Meter vor dem Ziel brach er zum fünften Mal zusammen, woraufhin er von einigen Mitleid empfindenden Ärzten und Kampfrichtern über die Ziellinie geschoben wurde. 32 Sekunden nach Pietri traf auch Hayes im Ziel ein.
Pietri musste aufgrund der unerlaubten Hilfestellung disqualifiziert werden, erhielt aber am darauf folgenden Tag von Königin Alexandra von Dänemark für seine Leistung einen Goldpokal. Olympiasieger Hayes, dem weitaus weniger Aufmerksamkeit zuteilgeworden war, wurde von seinen amerikanischen Teamkollegen auf einen Tisch gesetzt und jubelnd um das Stadion getragen.
Der Sherlock-Holmes-Autor Arthur Conan Doyle schrieb für die Zeitung Daily Mail einen ausführlichen und emotionalen Bericht über dieses Ereignis, der viel dazu beitrug, die Geschichte von Dorando Pietri bekannt zu machen. Gleichzeitig rief Doyle zu Spenden für den Italiener auf. Doyles großes Engagement ist wahrscheinlich der Grund für die weit verbreitete Legende, er selbst habe Pietri über die Ziellinie geholfen.

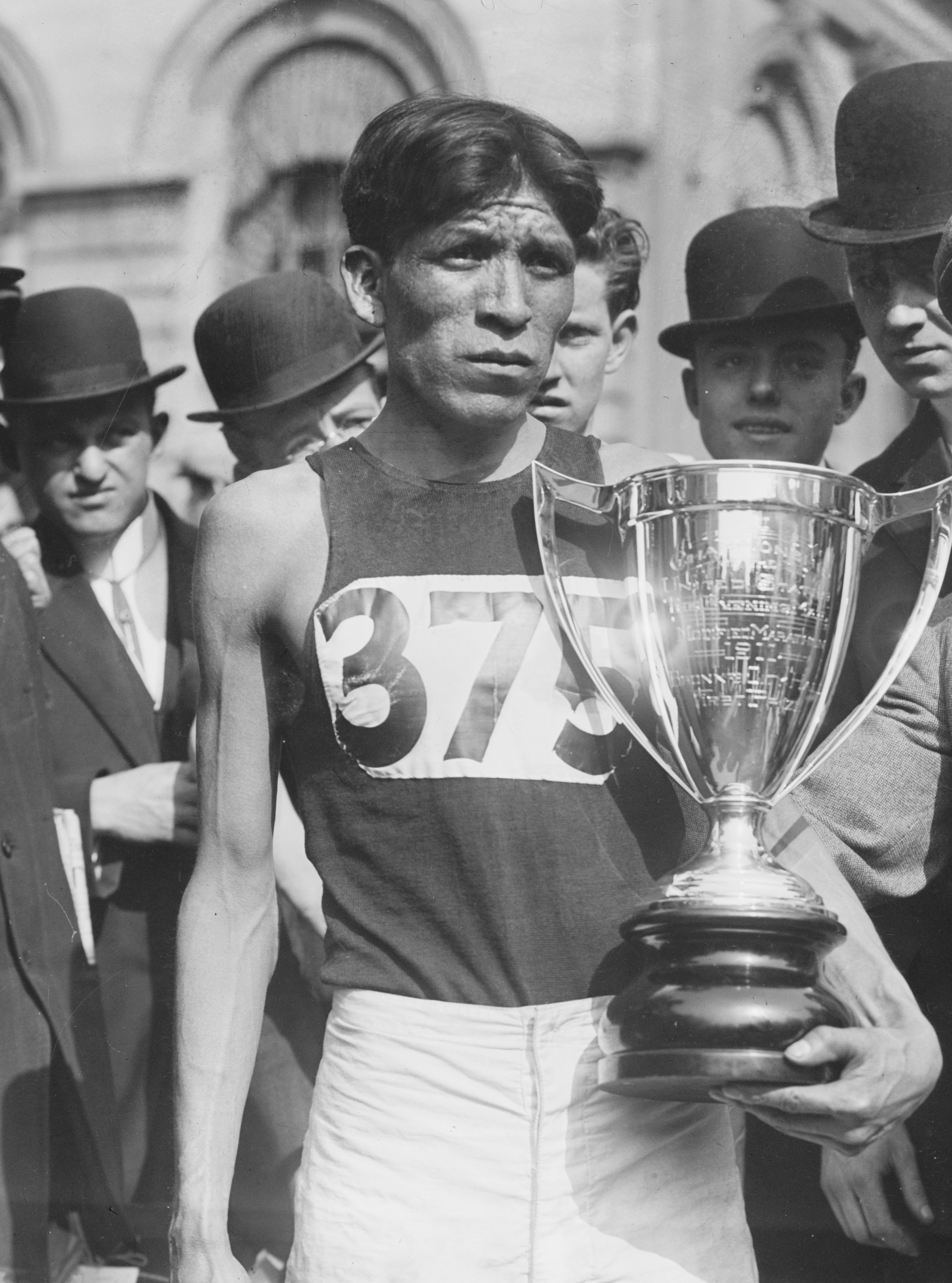
Lewis Tewanima belegte den neunten Rang
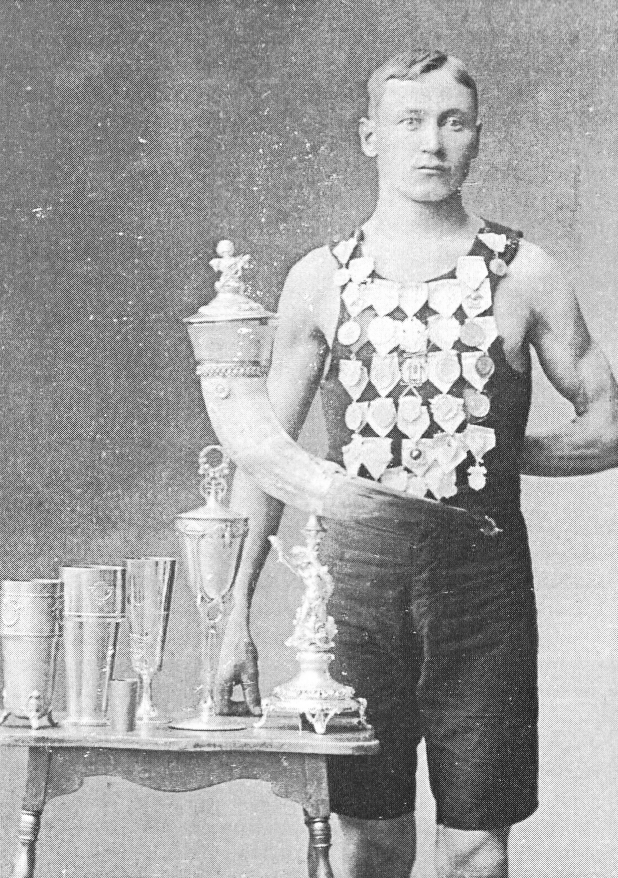
Kalle Nieminen wurde Olympiazehnter
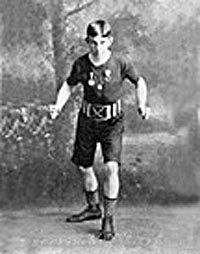
Jack Caffrey erreichte den elften Platz

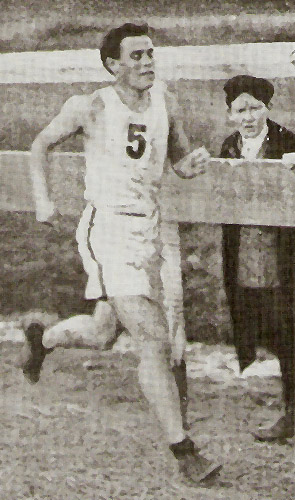
Sidney Hatch – hier im Jahr 1911 – belegte Rang 14
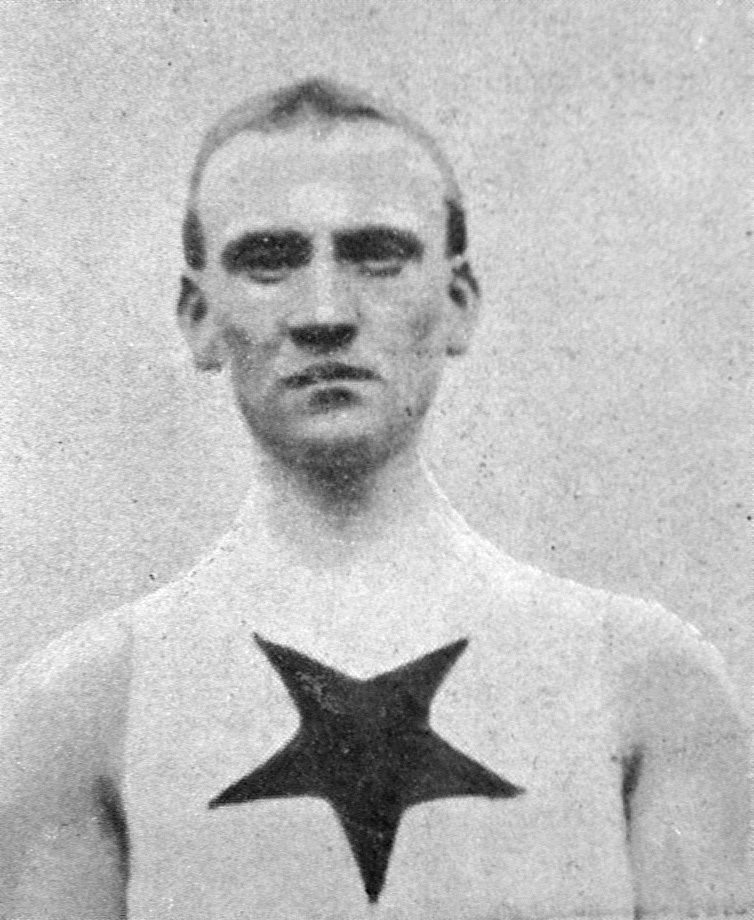
Arnošt Nejedlý, Platz achtzehn – über fünf Meilen im Vorlauf ausgeschieden
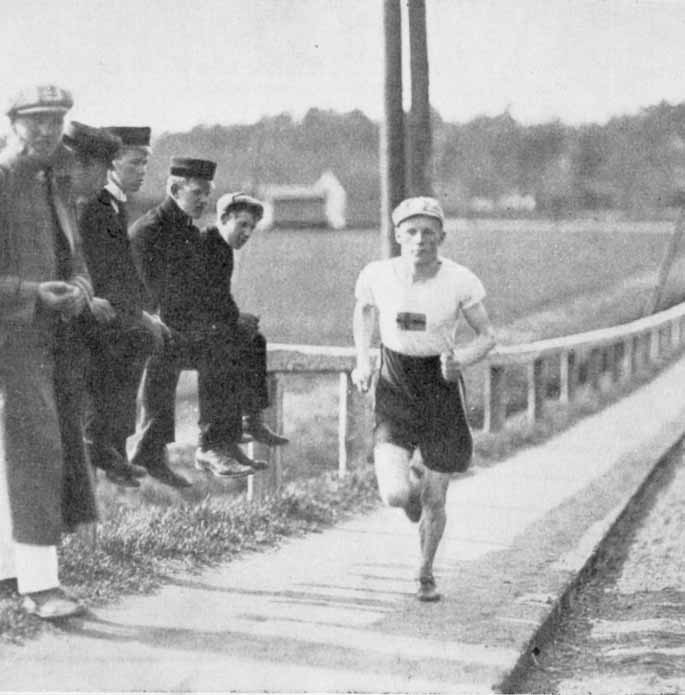
Gustaf Tönros wurde 21.
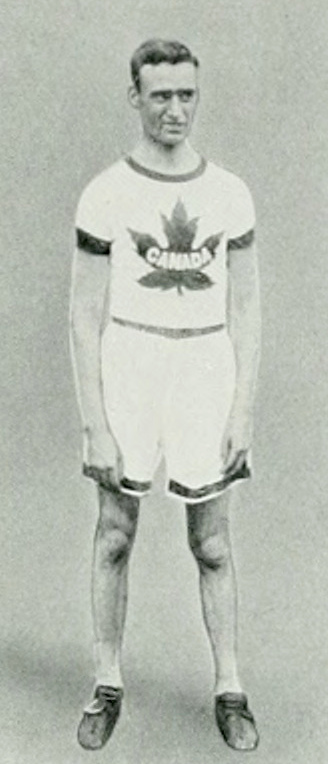
George Goulding – wesentlich erfolgreicher als Geher, in London Olympiavierter, 1912 sogar Olympiasieger – kam im Marathonlauf auf Platz 22
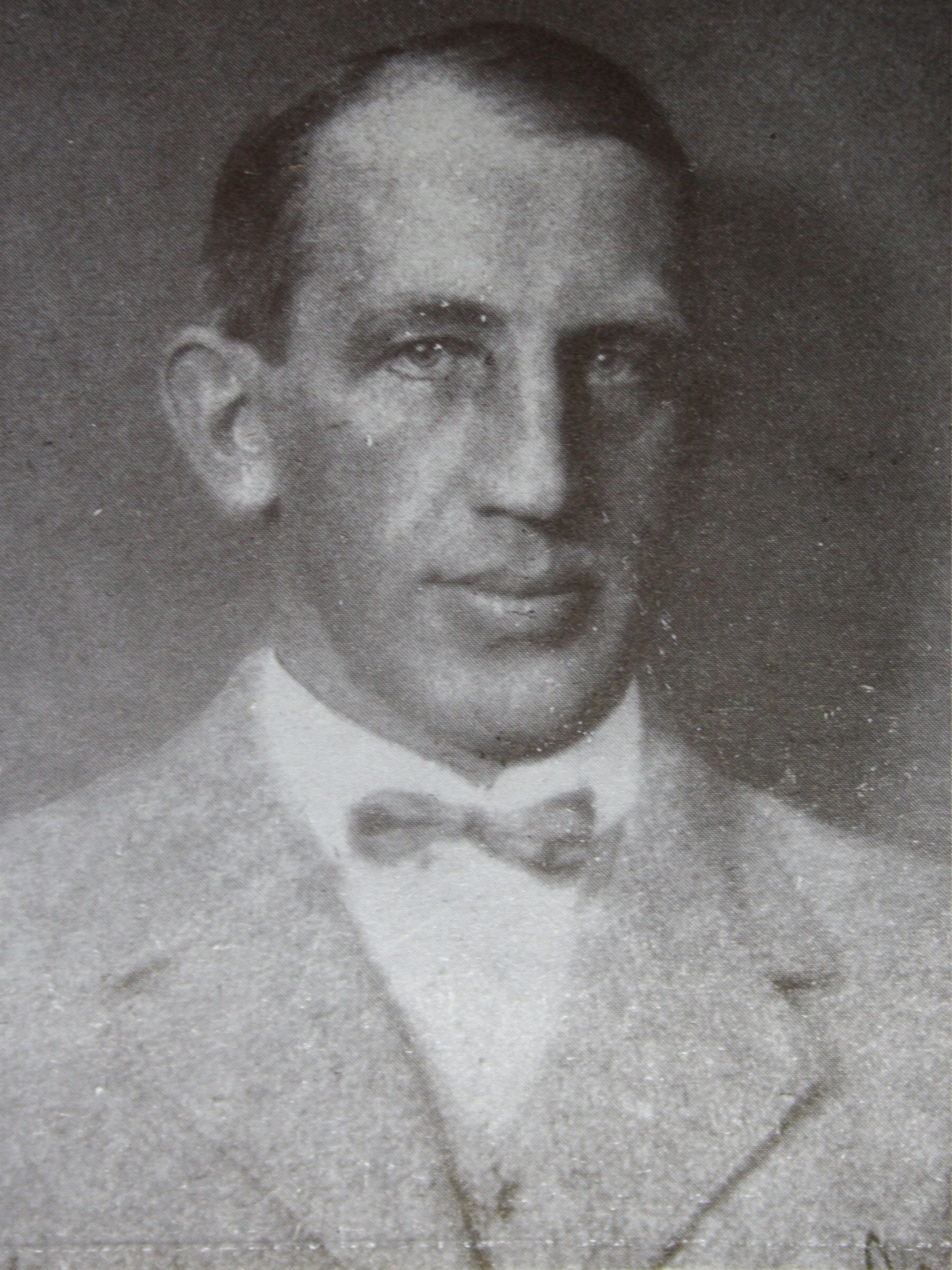
Vielseitigkeitssportler Emmerich Rath kam auf den 25. Platz
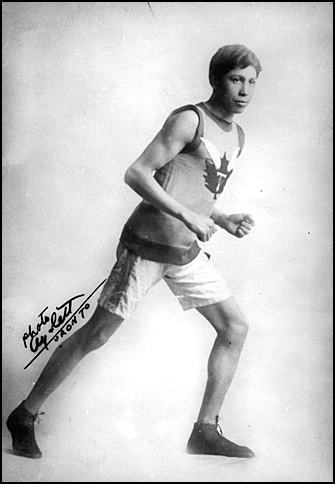
Tom Longboat – Rennen nicht beendet

## Video
- Controversial Finish to the 1908 Olympic Marathon, auf youtube.com, abgerufen am 27. August 2018